# Меняйленко, Фёдор Васильевич
Фёдор Васильевич Меняйленко (1856 - ?) — кассир сельскохозяйственного общества, член Государственной думы II созыва от Воронежской губернии.

## Биография
Национальность определял как «малоросс», то есть украинец. Крестьянин Марьевской волости Острогожского уезда Воронежской губернии. Получил домашнее начальное образование. В течение 3-х лет служил волостным старшиной, затем 3 года был председателем волостного суда. Являлся членом и кассиром сельскохозяйственного общества. Занимался хлебопашеством на земле площадью 3/4 десятины.
6 февраля 1907 года избран в Государственную думу II созыва от общего состава выборщиков Воронежского губернского избирательного собрания. Вошёл в состав Трудовой группы и фракцию Крестьянского союза. Состоял в думской аграрной комиссии.
Детали дальнейшей судьбы и дата смерти неизвестны.

### Архивы
- Российский государственный исторический архив. Фонд 1278. Опись 1 (2-й созыв). Дело 288; Дело 586. Лист 15, 16.